# 野辺剛正
野辺 剛正（のべ たかまさ、本名:野邉 剛正、1969年9月20日 -）は、日本のシンガーソングライター。東京都中野区出身。

## 略歴
- 1986年 都内で弾き語りのライブ活動をはじめる。
- 1990年 3人組のアコースティックバンド Little Somebody を結成し活動。
- 1992年 Little Somebody、高橋研のライブで前座を務める。
- 1993年 Little Somebody 解散後は都内で地道に弾き語り中心のライブ活動を重ねる。
- 1996年1月18日 小田和正主宰レーベル Little Tokyo から、シングル「Answer」でメジャー・デビュー。1997年までにシングル、アルバム共に3枚リリース。1998年 メジャー契約終了。
- メジャー時代に交流があったJIGGER'S SONの渡辺洋一(G)とユニット「渡野辺」で活動。2001年 渡野辺 活動休止後、都内で地道に弾き語り中心のライブ活動を重ねる。
- 2008年 40歳を手前に常田真太郎らとともに The No Baby Band を結成。自らレーベル No Best Label を立ち上げ『野辺剛正 and The No Baby Band』を、2008年11月26日にリリース[1]。11年ぶりとなる新作は、歌も演奏も全曲一発録り。

- 2009年 遠征にでるようになる。
- 2011年 計70本のライブに出演。高知のライブハウス劇場歌小屋の2階に毎月歌いに行き、全曲歌も演奏も一発録音を重ねる。参加ミュージシャンに池マサト、嶋﨑史香、矢野絢子 を迎えたアコースティック作『合縁奇縁aienkien 〜高知 劇場歌小屋の2階 レコーディング〜』 を、2011年11月19日にリリース。
- アコースティック・ギター、ピアノでの弾き語りや、バンド編成など、様々な形体で 東京、大阪、京都、名古屋、高知、中心にフリーランスでライブ活動を続けている。

## 人物
通称「アニキ」または、「のべっち」「のべちゃん」。明治大学付属中野中学校・高等学校卒業。おとめ座、血液型はA型。動物占いは「頼られると嬉しい羊」。妹が一人いる。

## ディスコグラフィ
シングル
- 『Answer』1996年1月18日[2]
  - 日比谷シャンテ 1996年「冬のシャンテバザール」テーマソング

- 『今日を抱きしめながら』1996年9月21日[3]
  - テレビ金沢「2時間ワイドじゃんけんぽん」エンディングテーマソング

- 『ふたり彩の空』1997年10月22日[4]
  - 中京テレビ「すっぴんDNA」エンディングテーマソング

- 『Brand New Day / 風向きを変えたい』2005年10月1日
  - 限定枚数CD-R、セルフプロデュース作品。

アルバム
- 『Answer』1996年2月1日[5]
- 『ドリームズ』1996年10月23日[6]
- 『微かな光』1997年11月21日[7]
  - 佐橋佳幸 プロデュース、ナッシュビル録音作品。
- 『渡野辺』2001年9月1日
  - 限定枚数CD-R作品。
- 『野辺剛正 and The No Baby Band』2008年11月26日[1]
- 『合縁奇縁』aienkien 〜高知 劇場歌小屋の2階 レコーディング〜2011年11月19日

## 楽曲提供
- 中孝介『絆歌』2008年10月1日収録曲「ラララ」
  - 味の素CMソング　※ギタリストの新井健との共作で作曲提供

## 過去のラジオレギュラー
- FM-FUJI
  - 「フルマークス・ナイト」　※コーナーDJ担当
  - 「J-POP SQUARE」　※コーナーDJ担当
- Date FM「サウンド・パララックス」※マンスリーDJ担当
- JFN5局（FM石川、FM栃木、FM静岡、FM長崎、FM大分）「野辺剛正のMy Answer」

## 映画出演
- 『緑の街』小田和正監督・脚本作品に売れないバンドのボーカリスト役で出演。

## レコーディング参加
- 坂本サトル1stマキシシングル 『天使たちの歌』1999年5月21日
  - C/W曲「Jolly」 にコーラスで参加。
- キジ☆ムナ1stミニアルバム『アリガトウのウタ』2008年5月21日
  - 収録曲「別れ駅」「アリガトウの歌」にコーラスで参加。

## その他
- 写真集『0155』撮影：野村浩司・光琳社出版